# Сарауса, Мануэль
Мануэ́ль Сарау́са Клавье́р (исп. Manuel Zarauza Clavero; 3 ноября 1917 — 12 октября 1942) — испанский и советский лётчик-истребитель, лейтенант.

## Биография
Родился 3 ноября 1917 года в городе Сантония в провинции Кантабрия, Испания. В 1934 году записался добровольцем в ВВС Испании.
Во время Гражданской войны воевал на стороне Республики, и стал одним из наиболее результативных лётчиков республиканских ВВС. В декабре 1937 года командовал 4-й истребительной эскадрильей. В июне 1938 года назначен командиром 21-й истребительной эскадрильи, укомплектованной самолётами И-16. Сбил 23 вражеских самолёта (по испанским данным — 10). Войну закончил в звании капитана.
После падения Республики эмигрировал в Советский Союз. Жил и работал в Харькове.
Во время Великой Отечественной войны сражался на Волге и Северном Кавказе в составе 961-го и 481-го ИАП, где одержал 7 воздушных побед. Занимался обучением молодых пилотов.
12 октября 1942 года, выполняя тренировочный полёт, столкнулся со своим ведомым сержантом Александром Ряпишевым. Оба лётчика погибли.
Похоронен в городе Баку.

## Список воздушных побед
Считается, что за 2 войны он сбил в общей сложности 30 самолётов противника (с учётом групповых побед).